# Le Fascinateur
Pour plus de détails, voir Fiche technique et Distribution.
Le Fascinateur (The Great Jasper) est un film américain réalisé par J. Walter Ruben et sorti en 1933.

## Fiche technique
- Réalisation : J. Walter Ruben
- Scénario : H.W. Hanemann, Samuel Ornitz, d'après un roman de Fulton Oursler
- Production : RKO Radio Pictures
- Producteur : David O. Selznick
- Photographie : Leo Tover
- Musique : Max Steiner
- Montage : George Hively
- Durée : 85 minutes
- Date de sortie: 
  - États-Unis : 17 février 1933

## Distribution
- Richard Dix : Jasper Horn
- Edna May Oliver : Madame Talma
- Florence Eldridge : Jenny Horn
- Wera Engels : Norma McGowd
- Walter Walker : Daniel McGowd
- David Durand : Andrew Horn
- Bruce Cabot : Roger McGowd
- Betty Furness : Sylvia Bradfield
- James Bush : Andrew Horn
- John Larkin : Chippy